# Liste der Kulturgüter in Wiler bei Utzenstorf
Die Liste der Kulturgüter in Wiler bei Utzenstorf enthält alle Objekte in der Gemeinde Wiler bei Utzenstorf im Kanton Bern, die gemäss der Haager Konvention zum Schutz von Kulturgut bei bewaffneten Konflikten, dem Bundesgesetz vom 20. Juni 2014 über den Schutz der Kulturgüter bei bewaffneten Konflikten sowie der Verordnung vom 29. Oktober 2014 über den Schutz der Kulturgüter bei bewaffneten Konflikten unter Schutz stehen.
Es sind weder A-Objekte noch B-Objekte auf dem Gemeindegebiet ausgewiesen, Objekte der Kategorie C fehlen zurzeit (Stand: 5. Mai 2024). Unter übrige Baudenkmäler sind Objekte zu finden, die im Bauinventar des Kantons Bern als «schützenswert» verzeichnet sind.

## Übrige Baudenkmäler
Hinweis: Als Objekt-Identifikator (ID) wird die Grundstücksnummer verwendet. 
| ID  | Foto |                 | Objekt                              | Typ | Standort                            | Beschreibung |
| --- | ---- | --------------- | ----------------------------------- | --- | ----------------------------------- | ------------ |
| 70  | BW   | Datei hochladen | Stöckli mit Ofenraum (1830)         | G   | Hauptstrasse 35a 609208 / 222488    |              |
| 161 | BW   | Datei hochladen | Fabrikantenvilla (1925)             | G   | Bahnhofplatz 2 608898 / 222289      |              |
| 245 | BW   | Datei hochladen | Stöckli (um 1850)                   | G   | Holzacherweg 12 609395 / 222236     |              |
| 245 | BW   | Datei hochladen | Bauernhaus (1815)                   | G   | Zielebachweg 6 609333 / 222247      |              |
| 270 | BW   | Datei hochladen | Wohnstock (1850)                    | G   | Zielebachweg 3 609304 / 222312      |              |
| 270 | BW   | Datei hochladen | Stöckli mit Ofenraum (1795)         | G   | Zielebachweg 4 609318 / 222284      |              |
| 270 | BW   | Datei hochladen | Speicher (1804)                     | G   | Zielebachweg 4a 609330 / 222287     |              |
| 279 | BW   | Datei hochladen | Stöckli (1898)                      | G   | Schulhausstrasse 20 609305 / 222018 |              |
| 459 | BW   | Datei hochladen | Ehemaliges Gasthaus Storchen (1794) | G   | Hauptstrasse 25 609108 / 222369     |              |
| 487 | BW   | Datei hochladen | Speicher (1816)                     | G   | Hauptstrasse 40 609231 / 222444     |              |
| 635 | BW   | Datei hochladen | Speicher (1715)                     | G   | Feld 1b 608876 / 221281             |              |

Hinweis zur Legende: Anstelle der KGS-Nummer wird als Objekt-Identifikator (ID) die Grundstücksnummer verwendet.